# 西林寺 (四川)
西林寺，位於四川省内江市东兴区西林街道东桐路，地处沱江北岸的西林山上。始建于宋咸淳五年（1269年），明毁于兵燹，清嘉庆三年（1798年）重建。1976年，由市政府拨款开辟为西林公园，成为旅游胜地。1982年，公布为内江市文物保护单位。2007年6月1日公布为四川省第七批文物保护单位